# ویدنیتس
ویدنیتس (به آلمانی: Wiednitz) یک منطقهٔ مسکونی در آلمان است که در برنزدورف واقع شده‌است. ویدنیتس ۹۵۰ نفر جمعیت دارد.